# Aerosmith
Aerosmith – amerykański zespół rockowy pochodzący z Bostonu w Massachusetts i grający w charakterystycznym stylu, będącym mieszanką hard rocka i bluesa.
Szacowany nakład ze sprzedaży wszystkich albumów zespołu na całym świecie wynosi 150 milionów egzemplarzy. Są jednym z zespołów z największą liczbą sprzedanych albumów w historii. Szacuje się, że do 2008 roku każdy z członków zarobił ponad 100 milionów dolarów. Do największych przebojów Aerosmith należą piosenki: „Dream On”, „Last Child”, „Walk This Way”, „Dude (Looks Like a Lady)” „Angel”, „Rag Doll”, „Love in an Elevator”, "I Don’t Want to Miss a Thing", „Janie’s Got a Gun”, „What It Takes” i „Cryin’”, „Crazy” i „Livin’ on the Edge”.

## Historia

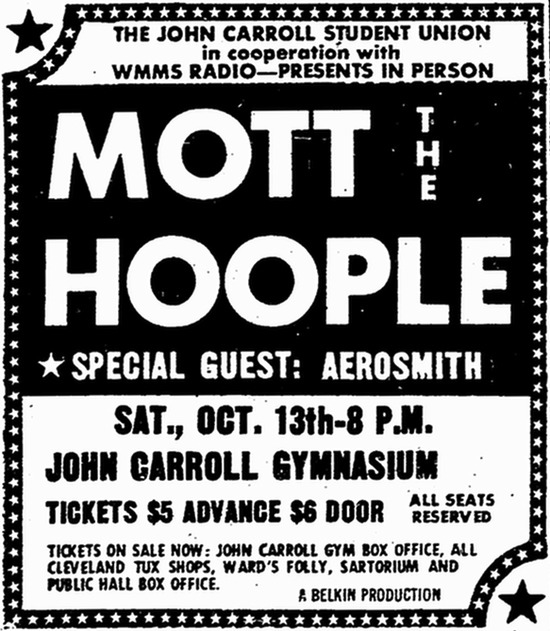
Plakat promujący specjalny występ Aerosmith dla Mott the Hoople 23 września 1973 w trakcie trwania ich pierwszej trasy koncertowej

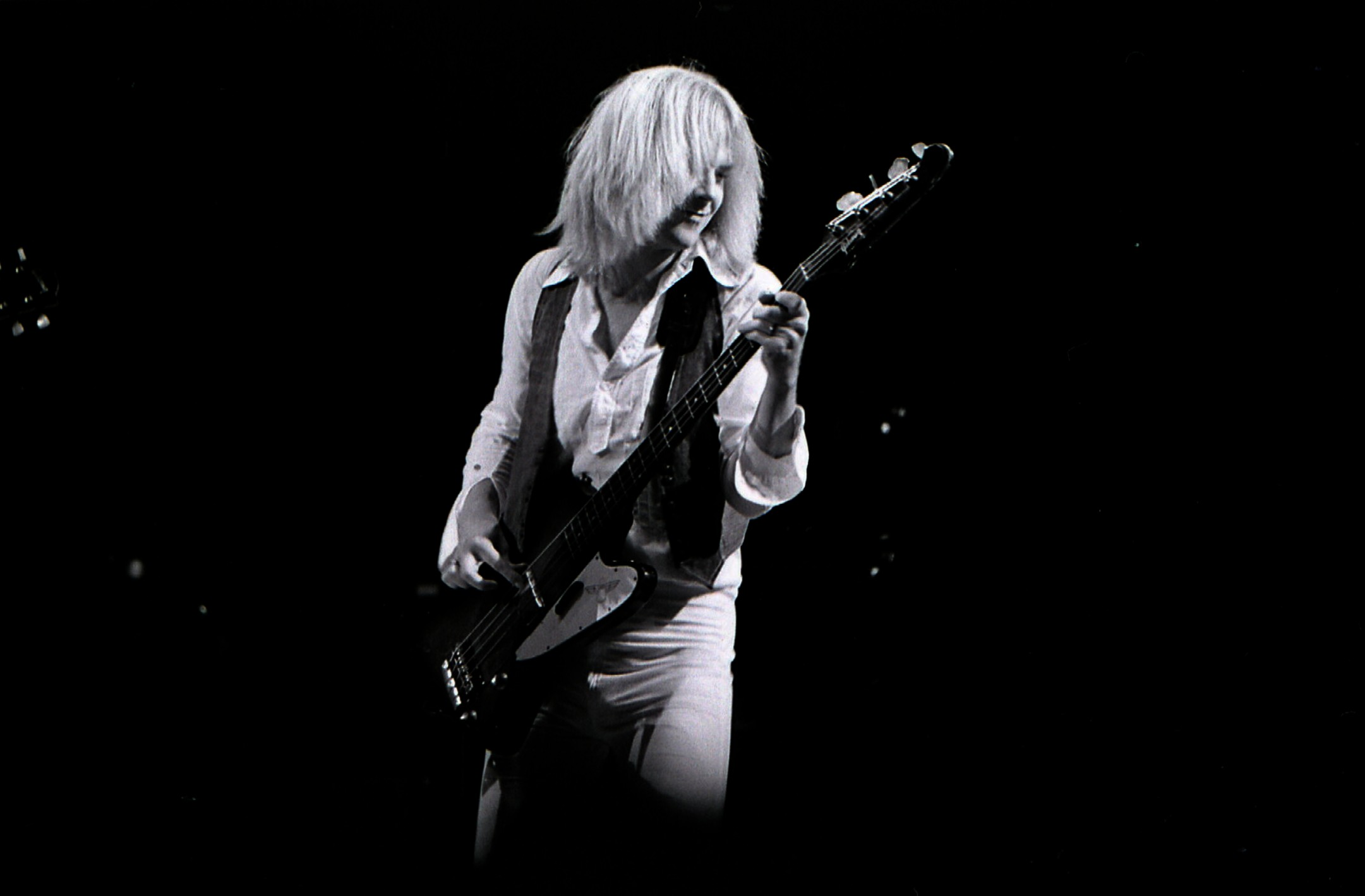
Tom Hamilton podczas występu Aerosmith w 1975 w Maple Leaf Gardens w Toronto

Zespół powstał w drugiej połowie lat 60. w Sunapee, w stanie New Hampshire, pod nazwą Jam Band. Grupę sformowali gitarzysta Joe Perry i basista Tom Hamilton po poznaniu wokalisty Stevena Tylera, perkusisty Joeya Kramera i gitarzysty Raya Tabano. Tyler, zanim do składu dołączył Kramer, pełnił rolę wokalisty i perkusisty. W 1969 muzycy przenieśli się do Bostonu, gdzie zmienili nazwę na Aerosmith. W 1971 miejsce Raya Tabano w zespole zajął Brad Whitford. W następnym roku grupa podpisała kontrakt z wytwórnią Columbia Records, a w styczniu 1973 wydała debiutancki album pt. Aerosmith, który odniósł duży sukces komercyjny, rozchodząc się w nakładzie 2 mln kopii. Po trasie koncertowej muzycy nagrali album pt. Get Your Wings, który wydali w marcu 1974.
Albumem, który ugruntował pozycję Aerosmith w czołówce najlepszych zespołów rockowych był Toys in the Attic, zawierający m.in. piosenkę Sweet Emotion. Był to pierwszy utwór Aerosmith, który zajął pierwsze miejsce na prestiżowej liście radiowej Top 40. Toys in the Attic okazał się najlepiej sprzedającym się albumem Aerosmith w USA, gdzie uzyskał liczbę 8 milionów sprzedanych kopii. W tym czasie zespół rozpoczął wynajmowanie domu w Waltham, w stanie Massachusetts, który stał się miejscem nagrywania muzyki, jak i prowadzenia biznesu. Następnym albumem zespołu był Rocks wypuszczony 3 maja 1976. Szybko sprzedał się w 4 milionach kopii i uzyskał status platynowego. Rocks wraz z albumem Toys in the Attic and Rocks wszedł na listę 500 najlepszych albumów magazynu Rolling Stone. Po tym albumie zespół zagrał na kilku festiwalach i wielkich stadionach swoje własne koncerty. W 1977 zespół nagrał platynową płytę Draw the Line. Członkowie grupy wystąpili w filmie Michaela Schultza Klub samotnych serc sierżanta Pieprza (1978), w którym zaśpiewał cover piosenki „Come Together” zespołu The Beatles. W 1979 miejsce Perry’ego w zespole zajął gitarzysta Jimmy Crespo. Dwa lata później doszło do kolejnej roszady wśród gitarzystów, a do składu w miejsce Whitforda dołączył Rick Dufay. W 1984 zespół wrócił do początkowego składu.
W 1988 po raz pierwszy nagradza ich MTV w kategorii „Best Group Video” i „Best Stage Performance in a Video” – oba za piosenkę „Dude Looks Like a Lady”.
W 1993 muzycy wydali album Get a Grip, który zawierał przeboje: „Cryin’”, „Crazy” i „Livin’ on the Edge”. Wydawnictwo stało się najlepiej sprzedającym albumem Aerosmith, osiągając sprzedaż w wysokości ponad 20 milionów egzemplarzy. Dwa single z tego albumu zdobyły nagrody Grammy. Zespół wystąpił w 1994 na koncercie w Warszawie na stadionie klubu Gwardia.

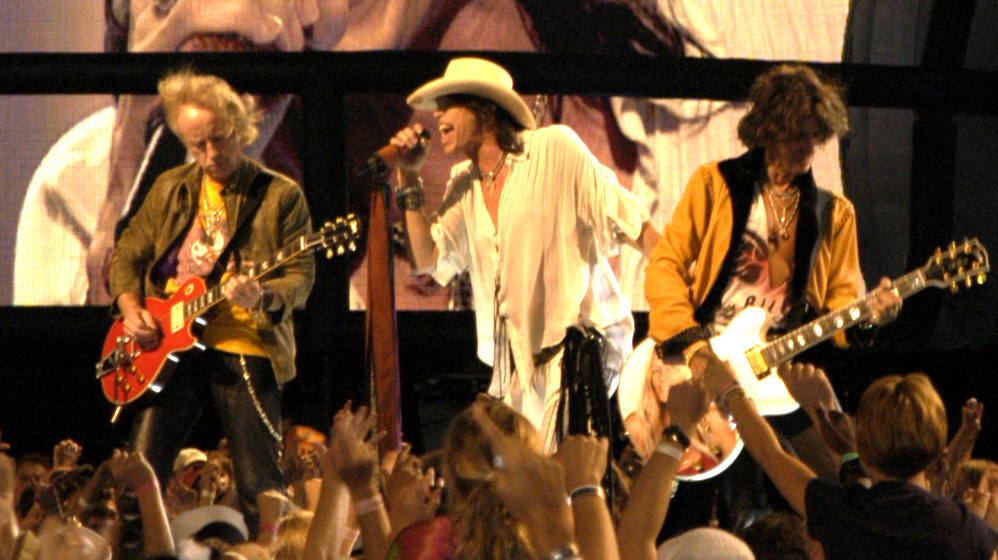
Aerosmith w trakcie koncertu w 2003 w NFL Kickoff w Waszyngtonie.

W marcu 2001 zespół wydał album pt. Just Push Play, który zadebiutował na trzecim miejscu listy Billboardu i w miesiąc po premierze uzyskał certyfikat platynowej płyty za wysoką sprzedaż w USA. Był to pierwszy album Aerosmith wyprodukowany przez członków zespołu – Stevena Tylera i Joe Perry’ego. W marcu 2004 ukazała się płyta grupy pt. Honkin’ on Bobo zawierająca covery bluesowych klasyków w wykonaniu Aerosmith oraz autorski utwór „The Grind”. Jesienią 2005 zespół zaprezentował album koncertowy pt. Rockin’ The Joint (Live at The Hard Rock), będący zapisem koncertu ze stycznia 2002 z klubu The Joint w Hard Rock Hotel w Las Vegas. W 2006 premierę miała kompilacja przebojów Aerosmith pt. The Very Best Of: Devil’s Got a New Disguise, której producentem został Jeff Magid.
W 2017 muzycy zagrali koncert w Krakowie w ramach trasy koncertowej Aero-Vederci Baby! Tour.
2 sierpnia 2024 zespół ogłosił zakończenie działalności koncertowej ze względu na uraz strun głosowych Stevena Tylera.

## Muzycy

### Obecny skład zespołu
- Steven Tyler – śpiew, harmonijka, pianino, gitara, perkusja, banjo (od 1970)
- Joe Perry – gitara prowadząca, śpiew (1970–1979, od 1984)
- Tom Hamilton – gitara basowa (od 1970)
- Joey Kramer – perkusja (od 1970)
- Brad Whitford – gitara rytmiczna (1971-1981, od 1984)

### Byli członkowie
- Ray Tabano – gitara rytmiczna (1970–1971)
- Jimmy Crespo – gitara rytmiczna, gitara prowadząca (1979–1984)
- Rick Dufay – gitara rytmiczna (1981–1984)

## Dyskografia

### Albumy
| 1973                           | Aerosmith - Data: 13 stycznia 1973 - Wydawca: Columbia Records - Format: CD, CS, LP                       | 21 | –  | –  | –  | 58 | –  | –  | –  | –  | – | –  | –  | –  | –  | –  | –  | USA: 2x platyna CAN: platyna                          |
| 1974                           | Get Your Wings - Data: 1 marca 1974 - Wydawca: Columbia Records - Format: CD, CS, LP                      | 70 | –  | –  | –  | –  | –  | –  | –  | –  | – | –  | –  | –  | –  | –  | –  | USA: 3x platyna CAN: platyna                          |
| 1975                           | Toys in the Attic - Data: 8 kwietnia 1975 - Wydawca: Columbia Records - Format: CD, CS, LP                | 11 | 79 | –  | –  | 7  | –  | –  | –  | –  | – | –  | –  | –  | –  | –  | –  | USA: 8x platyna CAN: platyna                          |
| 1976                           | Rocks - Data: 2 maja 1976 - Wydawca: Columbia Records - Format: CD, CS, LP                                | 3  | 45 | –  | –  | 14 | –  | –  | –  | –  | – | –  | –  | –  | –  | –  | –  | USA: 4x platyna CAN: platyna                          |
| 1977                           | Draw the Line - Data: 1 grudnia 1977 - Wydawca: Columbia Records - Format: CD, CS, LP                     | 11 | –  | –  | –  | 10 | –  | –  | –  | –  | – | –  | –  | –  | –  | –  | –  | USA: 2x platyna CAN: złoto                            |
| 1979                           | Night in the Ruts - Data: listopad 1979 - Wydawca: Columbia Records - Format: CD, CS, LP                  | 14 | –  | –  | –  | 8  | –  | –  | –  | –  | – | –  | –  | –  | –  | –  | –  | USA: platyna CAN: złoto                               |
| 1982                           | Rock in a Hard Place - Data: 1 sierpnia 1982 - Wydawca: Columbia Records - Format: CD, CS, LP             | 32 | –  | –  | –  | 24 | –  | –  | –  | –  | – | –  | –  | –  | –  | –  | –  | USA: złoto                                            |
| 1985                           | Done With Mirrors - Data: 21 października 1985 - Wydawca: Geffen Records - Format: CD, CS, LP             | 36 | –  | –  | –  | 72 | –  | –  | –  | –  | – | –  | –  | –  | –  | –  | –  | USA: złoto                                            |
| 1987                           | Permanent Vacation - Data: 18 sierpnia 1987 - Wydawca: Geffen Records - Format: CD, CS, LP                | 11 | 42 | –  | –  | 7  | –  | –  | –  | –  | – | –  | –  | –  | –  | –  | 37 | USA: 5x platyna CAN: 5x platyna UK: złoto             |
| 1989                           | Pump - Data: 12 września 1989 - Wydawca: Geffen Records - Format: CD, CS, LP                              | 5  | 1  | –  | –  | 2  | –  | –  | –  | 13 | – | –  | 9  | 8  | 8  | 9  | 3  | USA: 7x platyna CAN: 7x platyna UK: złoto             |
| 1993                           | Get a Grip - Data: 20 kwietnia 1993 - Wydawca: Geffen Records - Format: CD, CS, LP                        | 1  | 3  | 3  | –  | 2  | –  | –  | –  | 3  | – | 2  | 3  | 9  | 3  | 1  | 2  | USA: 7x platyna CAN: diament UK: platyna POL: złoto   |
| 1997                           | Nine Lives - Data: 18 marca 1997 - Wydawca: Columbia Records - Format: CD, LP                             | 1  | 13 | 2  | 5  | 2  | –  | 1  | 5  | 3  | – | 17 | 6  | 14 | 3  | 3  | 4  | USA: 2x platyna CAN: 3x platyna UK: srebro POL: złoto |
| 2001                           | Just Push Play - Data: 6 marca 2001 - Wydawca: Columbia Records - Format: CD, LP                          | 2  | 27 | 7  | 27 | 2  | 19 | 8  | 32 | 6  | 8 | 32 | 24 | –  | 19 | 3  | 7  | USA: platyna                                          |
| 2004                           | Honkin’ on Bobo - Data: 30 marca 2004 - Wydawca: Columbia Records - Format: CD, LP                        | 5  | 57 | 22 | 44 | 5  | –  | 35 | 52 | 32 | – | 64 | –  | –  | 38 | 17 | 28 | USA: złoto                                            |
| 2012                           | Music from Another Dimension! - Data: 6 listopada 2012 - Wydawca: Columbia - Format: CD, digital download | –  | –  | –  | –  | –  | –  | –  | –  | –  | – | –  | –  | –  | –  | –  | –  | CAN: złoto                                            |
| „–” pozycja nie była notowana. | |    |    |    |    |    |    |    |    |    |   |    |    |    |    |    |    |                                                       |

### Kompilacje
| 1980                           | Greatest Hits - Data: październik 1980 - Wydawca: Columbia Records - Format: CD, CS, LP                                                                            | 53  | –  | –  | –  | –  | – | –  | – | –  | – | –  | –  | –  | –   | - USA: diament CAN: platyna                   |
| 1988                           | Gems - Data: listopad 1988 - Wydawca: Columbia Records - Format: CD, CS, LP                                                                                        | 133 | –  | –  | –  | –  | – | –  | – | –  | – | –  | –  | –  | –   | - USA: złoto                                  |
| 1994                           | Big Ones - Data: 1 listopada 1994 - Wydawca: Geffen Records - Format: CD, CS, LP                                                                                   | 6   | 12 | 4  | –  | 87 | – | 5  | – | 8  | 9 | 4  | 5  | 6  | 7   | - USA: 4x platyna CAN: 8x platyna UK: platyna |
| 1995                           | Pandora’s Toys - Data: 1995 - Wydawca: Columbia Records - Format: CD, CS, LP                                                                                       | –   | –  | 14 | –  | –  | – | –  | – | 41 | – | –  | –  | 21 | –   |                                               |
| 2001                           | Young Lust: The Aerosmith Anthology - Released: November 20, 2001 - Label: Geffen Records - Format: CD, LP                                                         | 191 | 48 | –  | 21 | –  | – | 78 | 6 | –  | – | 15 | 30 | –  | 32  | - USA: złoto UK: złoto                        |
| 2002                           | Classic Aerosmith: The Universal Masters Collection - Data: 25 czerwca 2002 - Wydawca: Geffen Records - Format: CD, LP                                             | –   | –  | –  | –  | –  | – | –  | – | –  | – | –  | –  | –  | –   |                                               |
| 2002                           | O, Yeah! Ultimate Aerosmith Hits - Data: 2 lipca 2002 - Wydawca: Columbia/Geffen Records - Format: CD, LP                                                          | 4   | –  | –  | –  | –  | 9 | –  | – | 23 | – | –  | –  | 90 | 6   | - USA: 2x platyna UK: złoto                   |
| 2005                           | Gold - Data: 11 stycznia 2005 - Wydawca: Geffen Records - Format: CD, LP                                                                                           | –   | –  | –  | –  | –  | – | –  | – | –  | – | –  | –  | –  | 181 |                                               |
| 2006                           | Devil’s Got a New Disguise – The Very Best of Aerosmith - UK: The Very Best of Aerosmith - Data: 17 października 2006 - Wydawca: Columbia Records - Format: CD, LP | 33  | 31 | 75 | –  | –  | – | –  | – | –  | – | 2  | –  | 2  | 19  |                                               |
| 2011                           | Tough Love: Best of the Ballads - Data: 10 maja 2011 - Wydawca: Columbia Records - Format: CD, LP                                                                  | –   | –  | –  | –  | –  | – | –  | – | –  | – | –  | –  | 87 | 42  |                                               |
| 2011                           | The Essential Aerosmith - Data: 13 września 2011 - Wydawca: Columbia/Legacy - Format: CD, LP                                                                       | –   | –  | –  | –  | –  | – | –  | – | –  | – | –  | –  | –  | –   |                                               |
| „–” pozycja nie była notowana. | |     |    |    |    |    |   |    |   |    |   |    |    |    |     |                                               |

### Albumy koncertowe
| 1978                           | Live! Bootleg - Data: październik 1978 - Wydawca: Columbia Records - Format: CD, CS, LP          | 13 | –  | –  | –  | –  | –  | –  | –  | –  | –  | –  | - USA: platyna CAN: złoto   |
| 1986                           | Classics Live! - Data: kwiecień 1986 - Wydawca: Columbia Records - Format: CD, CS, LP            | 84 | –  | –  | –  | –  | –  | –  | –  | –  | –  | –  | - USA: platyna              |
| 1987                           | Classics Live! Vol. 2 - Data: czerwiec 1987 - Wydawca: Columbia Records - Format: CD, CS, LP     | –  | –  | –  | –  | –  | –  | –  | –  | –  | –  | –  | - USA: złoto                |
| 1998                           | A Little South of Sanity - Data: 20 października 1998 - Wydawca: Geffen Records - Format: CD, CS | 12 | 37 | 34 | 24 | 39 | 21 | 34 | 47 | 16 | 24 | 36 | - USA: platyna CAN: platyna |
| 2005                           | Rockin’ the Joint - Data: 25 października 2005 - Wydawca: Columbia Records - Format: CD, CS      | 24 | –  | –  | –  | –  | –  | –  | –  | –  | 97 | –  | –                           |
| „–” pozycja nie była notowana. |                                                                                                  |    |    |    |    |    |    |    |    |    |    |    |                             |

## Wideografia
| Rok  | Tytuł                                                                       |
| ---- | --------------------------------------------------------------------------- |
| 1978 | Live Texxas Jam ’78 - Data: 1978 - Wydawca: Columbia Records                |
| 1987 | Aerosmith Video Scrapbook - Data: 1987 - Wydawca: Columbia Records          |
| 1988 | Permanent Vacation 3x5 - Data: 1988 - Wydawca: Geffen Records               |
| 1989 | Things That Go Pump in the Night - Data: 1989 - Wydawca: Geffen Records     |
| 1994 | The Making of Pump - Data: 4 listopada 1994 - Wydawca: Geffen Records       |
| 1994 | Big Ones You Can Look At - Data: 4 listopada 1994 - Wydawca: Geffen Records |
| 2004 | You Gotta Move - Data: 23 listopada 2004 - Wydawca: Columbia Records        |

## Nagrody, pozycje na listach przebojów i rekordy
- W 2001 grupa została wprowadzona do Rock and Roll Hall of Fame[29]
- Utwory „Dream On”, „Toys in the Attic” oraz „Walk This Way” (razem z Run-D.M.C.) zostały umieszczone na liście 500 utworów, które ukształtowały rock, utworzonej przez Rock and Roll Hall of Fame

- Nagrody Grammy
  - 1990: „Janie’s Got a Gun”, w kategorii: Najlepsza piosenka rockowa wykonywana przez duet lub grupę[30]
  - 1993: „Livin’ on the Edge”, w kategorii: Najlepsza piosenka rockowa wykonywana przez duet lub grupę[30]
  - 1994: „Crazy”, w kategorii: Najlepsza piosenka rockowa wykonywana przez duet lub grupę[30]
  - 1998: „Pink”, w kategorii: Najlepsza piosenka rockowa wykonywana przez duet lub grupę[30]